# Niederl
Niederl är en bergstopp i Österrike.   Den ligger i distriktet Innsbruck-Land och förbundslandet Tyrolen, i den västra delen av landet, 400 km väster om huvudstaden Wien. Toppen på Niederl är 2 629 meter över havet.
Terrängen runt Niederl är bergig. Runt Niederl är det glesbefolkat, med 20 invånare per kvadratkilometer.. Närmaste större samhälle är Neustift im Stubaital, 15,9 km nordost om Niederl. 
Trakten runt Niederl består i huvudsak av gräsmarker.